# Bud Winter
Lloyd Winter, dit Bud Winter, né le 8 juin 1909 et mort le 6 décembre 1985, est un entraîneur américain d'athlétisme qui est considéré comme l'un des plus grands entraîneurs de sprint au monde. Il a notamment entraîné Tommie Smith et John Carlos.